# (300141) 2006 VV61
(300141) 2006 VV61 es un asteroide perteneciente al cinturón de asteroides descubierto el 11 de noviembre de 2006 por el equipo del Spacewatch desde el Observatorio Nacional de Kitt Peak, Arizona, Estados Unidos.

## Designación y nombre
Designado provisionalmente como 2006 VV61.

## Características orbitales
2006 VV61 está situado a una distancia media del Sol de 3,181 ua, pudiendo alejarse hasta 3,849 ua y acercarse hasta 2,512 ua. Su excentricidad es 0,210 y la inclinación orbital 1,024 grados. Emplea 2072,46 días en completar una órbita alrededor del Sol.

## Características físicas
La magnitud absoluta de 2006 VV61 es 16,2. 